# 올림픽 태국 선수단
올림픽 태국 선수단은 태국을 대표하여 올림픽에 참가하는 선수단이다. 태국은 1952년 올림픽에 처음 참가한 이래로 1980년 하계 올림픽에 대한 미국 주도의 보이콧에 참가한 경우를 제외하고는 매년 하계 올림픽에 선수단을 파견해 왔다. 태국은 2002년부터 동계올림픽에도 참가했다.
태국은 1976년 몬트리올 올림픽에서 권투 선수 파야오 푼타랏(Payao Poontarat)이 남자 라이트 플라이급 부문에서 동메달을 획득하면서 첫 메달을 획득했다. 태국 최초의 금메달은 1996년 애틀랜타 올림픽 복싱에서도 솜럭 캄싱(Somluck Kamsing)이 남자 페더급 부문에서 우승하면서 획득되었다. 그 이후로 태국 선수들은 2012년 런던 올림픽을 제외하고 모든 후속 하계 올림픽에서 금메달을 획득했으며, 현재까지 모든 금메달은 남자 복싱, 여자 역도, 여자 태권도에서 획득되었다.
태국 국가 올림픽 위원회는 1948년에 창설되어 1950년에 승인되었다.
2021년 기준 태국 선수들은 역도 14개, 복싱 15개, 태권도 6개 등 총 35개의 메달을 획득했다. 동남아 국가 중 태국은 금메달 수 10개(10개), 종합 메달 수 35개로 인도네시아(37개)에 이어 2위를 차지했다. 지금까지 태국에서 가장 성공적인 올림픽은 2004년 아테네 올림픽으로, 8개의 메달을 획득했으며 그 중 3개가 금메달이었다.
태국의 가장 최근 금메달리스트는 태권도 여자 49kg급에서 메달을 획득한 파니팍 웡파타나킷(Panipak Wongpattanakit)이다.

## 대회별 메달 집계
- 빨간색 표시는 개최국임을 나타냄.